# Stazione di Hachiman-yama
La stazione di Hachiman-yama (八幡山駅?, Hachiman-yama-eki) è una stazione ferroviaria di Tokyo che si trova nel distretto di Suginami, passante per la linea Keiō della Keiō Corporation.

## Linee
Keiō Corporation
● Linea Keiō

## Struttura
La stazione dispone di una banchina a isola con due binari di servizio e due esterni per il transito dei treni espressi; la struttura è realizzata in viadotto, con fabbricato viaggiatori sottostante i binari.
| 1 | ● Linea Keiō | per Chōfu, Hashimoto, Keiō-Hachiōji e Takaosanguchi                             |
| 2 | ● Linea Keiō | per Meidaimae, Sasazuka, Shinjuku e linea Shinjuku della metropolitana di Tokyo |

## Stazioni adiacenti
| «                                 | Servizio   | »                  |
| Linea Keiō                        | Linea Keiō | Linea Keiō         |
| --------------------------------- | ---------- | ------------------ |
| Kami-Kitazawa                     | Locale     | Roka-kōen          |
| Sakurajōsui                       | Rapido     | Chitose-Karasuyama |
| Tutti gli altri treni non fermano |            |                    |